# Stotting

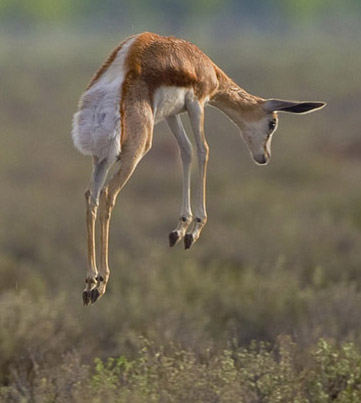
Un cucciolo di springbok durante lo stotting nel Parco nazionale d'Etosha, Namibia

Lo stotting (conosciuto anche come pronking o pronging) è un comportamento attribuito ad alcuni quadrupedi ed in modo particolare alle gazzelle.
In alcune situazioni di imminente pericolo, o anche solo per gioco, questi animali iniziano un particolare saltellamento sollevando in aria tutte e quattro le zampe contemporaneamente. Di solito, le zampe sono tenute in una posizione relativamente rigida e il corpo forma un arco tra la parte posteriore e la testa, la quale è rivolta verso il basso.
Alcune teorie sullo strano comportamento sostengono che, in molti casi, si tratti di un segnale rivolto ai possibili predatori con l'intento di mettere in mostra le proprie abilità fisiche e buona salute, così da scoraggiare l'attacco.

## Etimologia
Il termine "stotting" deriva dal verbo "to stot", verbo utilizzato da scozzesi e Geordie per indicare il "rimbalzare" o il "camminare con un rimbalzo". Il termine "pronking" proviene dal verbo in lingua afrikaans "pronk-", che significa "mostrarsi" o "puntarsi", ed è un affine del verbo inglese "to prance".

## Diffusione

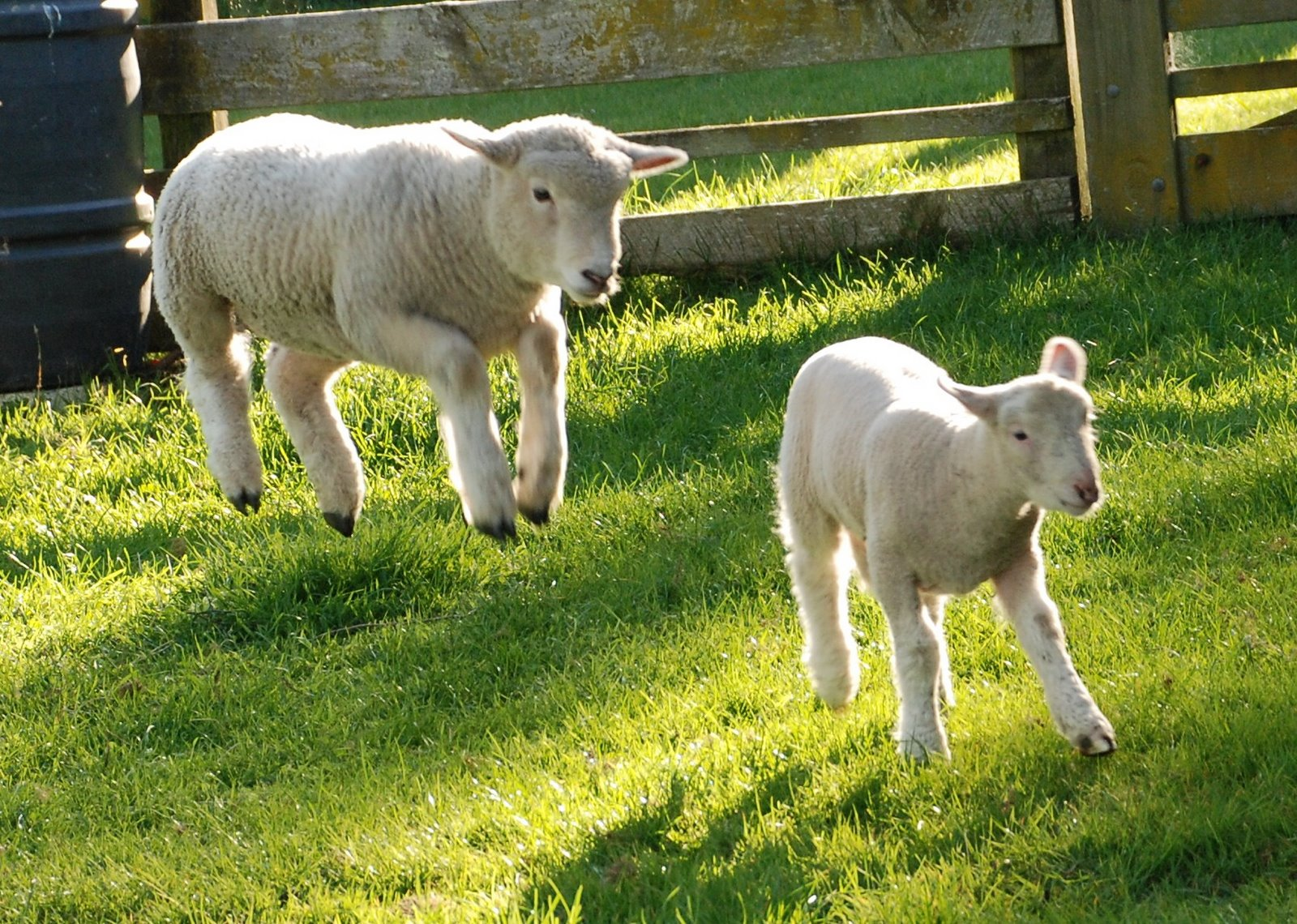
Stotting di un agnello

Lo stotting è un comportamento riscontrato in diverse specie di cervidi del Nord America, compreso il cervo mulo, l'antilocapra, il cervo dalla coda nera (quando un predatore è particolarmente minaccioso) e svariate specie di ungulati africani, incluse la gazzella di Thomson e lo springbok.
Lo stotting si presenta anche in bestiame da fattoria come le pecore, ma è messo in atto solo dagli esemplari giovani.

## Teorie sul comportamento

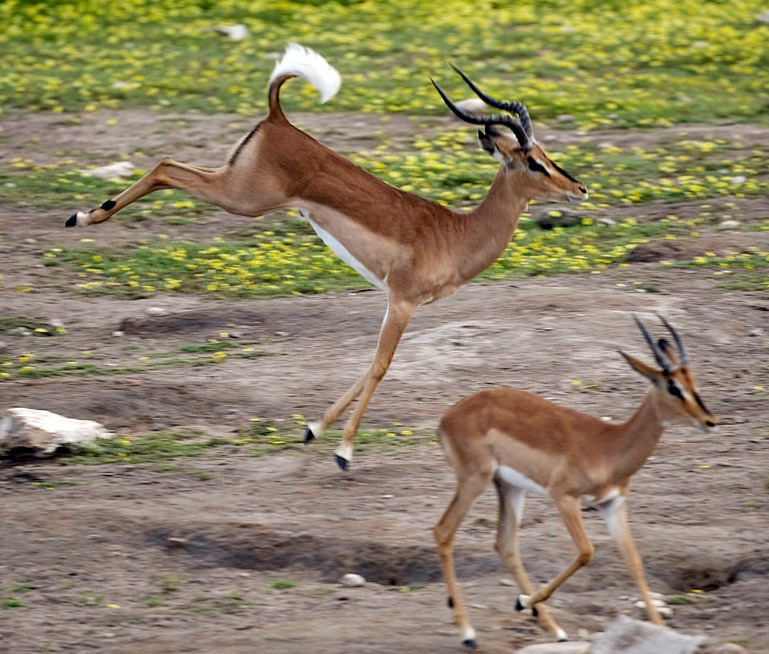
Stotting di un maschio adulto di impala dal muso nero in Namibia

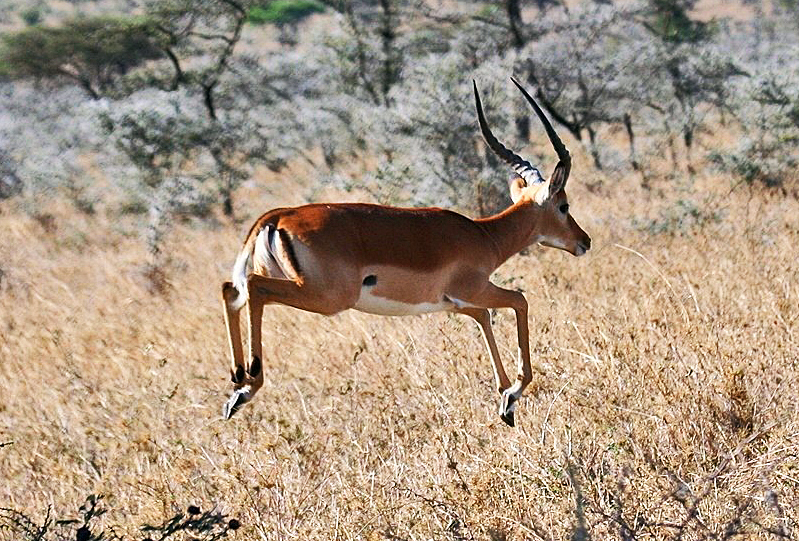
Stotting di una gazzella

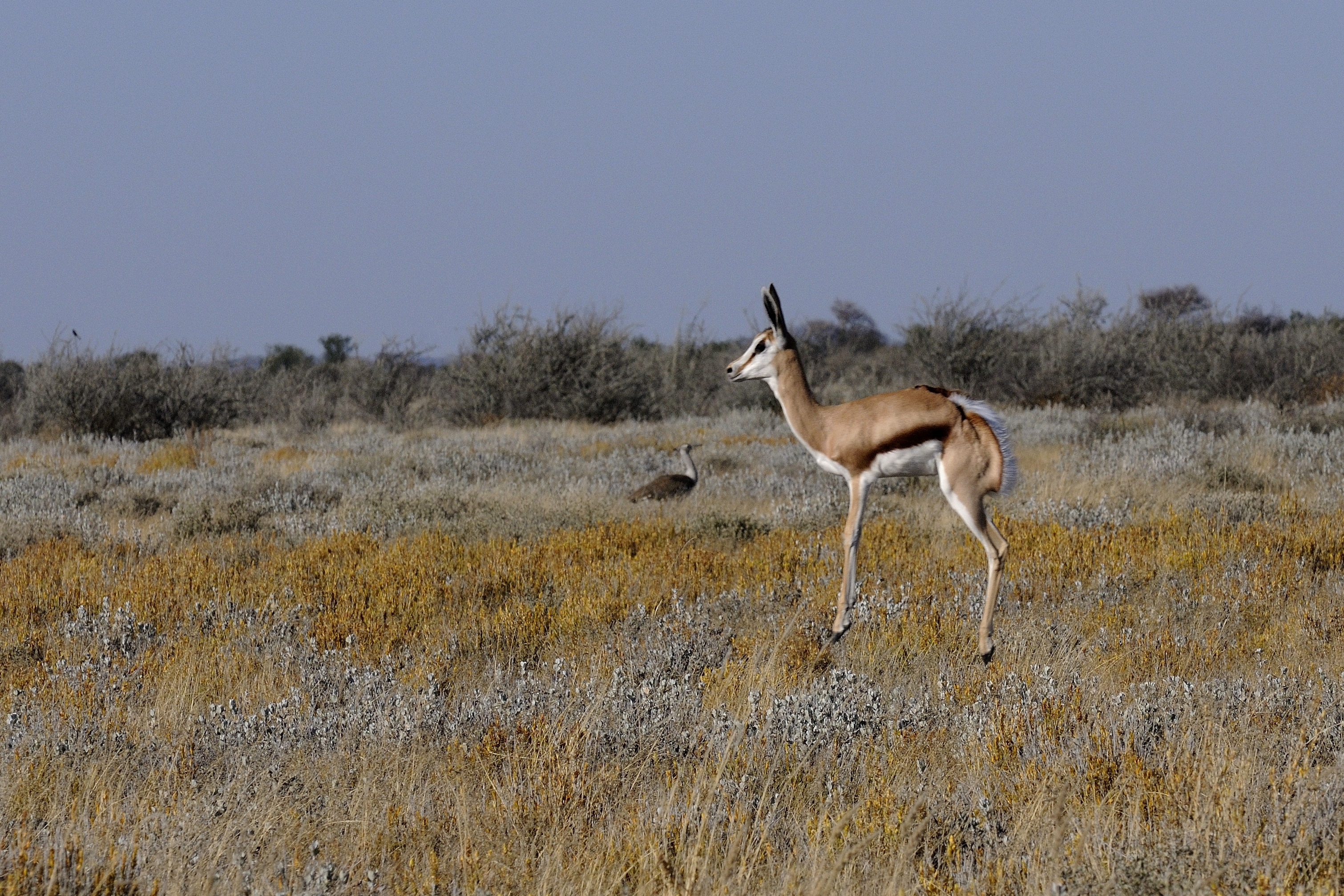
Springbok nell'erba alta

Lo stotting rende un animale più visibile ai predatori e consuma energie e tempo che potrebbero essere meglio spesi in una eventuale fuga. Pertanto, si può ugualmente presupporre che l'esecuzione del comportamento dovrebbe portare qualche beneficio all'animale. Un certo numero di possibili teorie sono state proposte per spiegare lo stotting; esso può essere:
1. Un buon mezzo di una rapida fuga o saltare oltre gli ostacoli. Tuttavia, questo non può essere vero in gazzelle di Thomson perché questi animali da preda non effettuano lo stotting quando un predatore si trova a distanza inferiore di 40 metri circa[9][10];
2. Un comportamento anti-imboscata: animali che vivono nell'erba alta possono saltare in aria per rilevare potenziali predatori[7];
3. Un segnale di allarme per gli altri membri del branco che un predatore è pericolosamente vicino aumentando così il tasso di sopravvivenza del branco[7];
4. Un comportamento socialmente coeso di stotting coordinato per sfuggire ai predatori, rendendo così più difficile per il predatore individuare uno specifico individuo durante un attacco (molto simile all'effetto delle strisce della zebra che causa l'abbagliamento durante il movimento)[7];
5. Un segnale preciso sulla forma fisica dell'animale, usato come segnale di dissuasione che avverte il predatore dell'inidoneità dell'animale come preda: i benefici per la preda consistono nel non essere inseguita (perché mostra di godere di ottima salute e molto in forza); i benefici per i predatori sono quelli di non sprecare tempo a caccia di un animale che probabilmente non si farà catturare facilmente. Questa teoria sulla segnalazione evita la selezione del gruppo connotazioni del "segnale di allarme" e ipotesi di fuga "socialmente coesive"[7][10].
6. Un'ipotesi di Amotz Zahavi sul principio dell'handicap, per cui lo stotting sia un segnale ai predatori che l'animale è così in forma da poter fuggire, anche se rallenta deliberatamente il passo con un comportamento apparentemente inutile (cioè stotting)[11].
7. Un segnale di allarme dovuto al rilevamento del predatore e che quindi ha perso il vantaggio della sorpresa. Molti di questi segnali esistono in diversi gruppi di animali. Ancora una volta, questo sarebbe un segnale di deterrenza, beneficiando la preda dal non essere inseguita (perché si può vedere che essa è a conoscenza della presenza del predatore ed è pronta a scappare immediatamente) e beneficiando il predatore dal non perdere tempo inseguendo una preda allarmata. La prova di questa ipotesi è che i ghepardi abbandonano la caccia quando le loro prede (gazzelle) iniziano a saltare, e quando gli esiti per la caccia ad una gazzella che saltella sono molto meno propensi[8]. Tuttavia, lo stotting delle gazzelle si osserva poco nella caccia fatta dai ghepardi (che probabilmente rinunciano appena rilevano questo comportamento), rispetto alla caccia fatta dai licaoni, che cacciano le prede senza sosta per sfinimento, non basandosi sull'effetto sorpresa dell'agguato[10].
8. La messa in mostra della forma fisica a potenziali partner nel processo di selezione sessuale, oltre che un comportamento per evitare le molestie[12].
9. Comportamenti di gioco, soprattutto negli esemplari giovani, che possono contribuire a prepararli alla vita adulta. A favore di questa ipotesi, lo stotting è a volte osservato in animali immaturi, ma contro l'ipotesi del gioco vi è che lo stotting è "generalmente" osservato nelle prede adulte per rispondere ai predatori[10].

Il biologo evoluzionista inglese John Maynard Smith conclude che "la spiegazione naturale è che lo stotting sia un indice delle condizioni e delle capacità di fuga dell'animale", usato come un segnale soprattutto verso i predatori che osservano. Egli osserva anche che "è difficile vedere come possa essere un handicap", a meno che forse non sia un segnale per le altre gazzelle dello stesso gruppo.